# 오스트리아의 이사벨
오스트리아의 이사벨(스페인어: Isabel de Austria 이사벨 데 아우스트리아[*], 덴마크어: Elisabet af Østrig 엘리사베트 아프 외스트리[*], 1501년 5월 18일 ~ 1525년 1월 18일)는 덴마크 국왕 크리스티안 2세의 왕비이다. 카스티야의 펠리페 1세와 후아나 여왕의 둘째딸로, 형제로는 언니 레오노르 데 아우스트리아, 오빠 카를 5세, 남동생 페르디난트 1세, 여동생 마리아, 카타리나가 있다.
이사벨은 1515년 덴마크 왕 크리스티안 2세와 정략결혼을 했다. 크리스티안 2세는 난폭한 인물로 이미 궁정에 총애하는 애인을 두고 있었기 때문에 두 사람의 결혼 생활은 불행했다. 1523년 이사벨은 폐위된 남편과 함께 네덜란드로 망명했고 궁핍한 생활 끝에 2년 뒤 헨트에서 죽었다. 그녀의 아이들 한스, 도로테아, 크리스티나는 이사벨의 고모인 사보이아 공작부인 마르가레테의 손에서 양육되었다.